# Masdevallia stumpflei
Masdevallia stumpflei là một loài thực vật có hoa trong họ Lan. Loài này được Braas mô tả khoa học đầu tiên năm 1979.